# Saint-Sylvain (Corrèze)
Saint-Sylvain é uma comuna francesa na região administrativa da Nova Aquitânia, no departamento de Corrèze. Estende-se por uma área de 7,49 km². Em 2010 a comuna tinha 139 habitantes (densidade: 18,6 hab./km²).